# Охуруогу, Кристин
Кристин Иджеома Охуруогу (англ. Christine Ijeoma Ohuruogu; род. 17 мая 1984, Лондон) — британская легкоатлетка, бегунья на короткие дистанции (60, 100, 200 и 400 метров). Чемпионка мира 2007, 2013 годов и олимпийская чемпионка 2008 года в беге на 400 метров, бронзовая призёрка чемпионатов мира 2005 и 2007 годов в эстафете 4×400 метров.

## Биография
Кристин Охуруогу родилась в Лондоне, её родители родом из Нигерии, являются представителями народа игбо. У Кристин 8 братьев и сестёр, её младшая сестра Виктория также занимается бегом на короткие дистанции. Охуруогу в 2005 году окончила Университетский колледж Лондона по специальности лингвистика.
Основной спортивной специализацией Охуруогу является бег на 400 метров. В 2003 году она завоевала бронзовую медаль юниорского чемпионата Европы в финском Тампере, пробежав 400 метров за 54,21 сек. На Олимпийских играх 2004 года, проходивших в Афинах, Кристин дошла до полуфинала в беге на 400 метров и в составе британской сборной заняла 4-е место в эстафете 4×400 метров. На чемпионате мира 2005 года Охуруогу взяла бронзовую медаль в эстафете, а в индивидуальном забеге дошла до полуфинала.
В 2006 году Охуруогу выиграла золотую медаль в беге на 400 метров на Играх Содружества, установив при этом личный рекорд — 50,28 сек. Перед чемпионатом Европы 2006 года было объявлено, что Охуруогу не будет допущена к соревнованием из-за пропуска трёх обязательных допинг-проб. Позднее ИААФ назначила бегунье годичную дисквалификацию, а британская федерация лёгкой атлетики — пожизненную. Охуруогу заявила, что собирается переехать в другую страну и представлять её на Олимпиаде 2008 года, но после двух апелляций национальная федерация дисквалификацию отменила.
Вернувшись в спорт после дисквалификации в августе 2007 года, Охуруогу приняла участие в чемпионате мира 2007 года в Осаке. Там она впервые в карьере стала чемпионкой мира в беге на 400 метров, установив при этом личный рекорд — 49,61 сек и вновь выиграла бронзу в эстафете 4×400 метров. На Олимпийских играх 2008 года в Пекине Охуруогу завоевала золотую медаль, пробежав 400 метров за 49,62 сек. Её медаль стала единственным олимпийским золотом британской сборной в лёгкой атлетике в 2008 году. За достижения в спорте Кристин Охуруогу получила звание члена ордена Британской империи.
В начале 2009 года Охуруогу завоевала бронзовую медаль в беге на 200 метров на Командном чемпионате мира в Португалии. Из-за проблем со здоровьем она отказалась от участия в Лондонском Гран-при летом того же года, но выступила на чемпионате мира в августе, где на своей привычной 400-метровой дистанции была лишь пятой.

## Результаты
Лучшие результаты по годам и место в списке мирового сезона
| Год   | 2004  | 2005  | 2006  | 2007  | 2008  | 2009  | 2010  | 2011  | 2012  |
| ----- | ----- | ----- | ----- | ----- | ----- | ----- | ----- | ----- | ----- |
| 400 м | 50,50 | 50,73 | 50,28 | 49,61 | 49,62 | 50,21 | 50,88 | 50,85 | 49,70 |
| Место | 13    | 14    | 12    | 2     | 1     | 9     | 19    | 17    | 5     |

## Личные рекорды
| Вид                              | Время | Место                     | Дата            |
| -------------------------------- | ----- | ------------------------- | --------------- |
| 60 метров (в помещении)          | 7,54  | Бирмингем, Великобритания | 21 февраля 2009 |
| 100 метров (на открытом воздухе) | 11,35 | Ирвайн, США               | 4 мая 2008      |
| 100 метров (в помещении)         | 11,90 | Лондон, Великобритания    | 14 января 2006  |
| 200 метров (на открытом воздухе) | 22,85 | Хенгело, Нидерланды       | 1 июня 2009     |
| 200 метров (в помещении)         | 23,41 | Бирмингем, Великобритания | 16 февраля 2008 |
| 400 метров (на открытом воздухе) | 49,41 | Москва, Россия            | 12 августа 2013 |

## Соревнования
| Год  | Чемпионат                       | Место                | Вид     | Время (сек) | Место   |
| ---- | ------------------------------- | -------------------- | ------- | ----------- | ------- |
| 2003 | Чемпионат Европы среди юниоров  | Тампере, Финляндия   | 400 м   | 54,21       | 3-е     |
| 2004 | Олимпийские игры                | Афины, Греция        | 400 м   | 51,00       | пф. 4-е |
| 2005 | Чемпионат мира                  | Хельсинки, Финляндия | 400 м   | 51,43       | пф. 4-е |
| 2005 | Чемпионат мира                  | Хельсинки, Финляндия | 4×400 м | 3:24,44     | 3-е     |
| 2006 | Игры Содружества                | Мельбурн, Австралия  | 400 м   | 50,28       | 1-е     |
| 2007 | Чемпионат мира                  | Осака, Япония        | 400 м   | 49,61       | 1-е     |
| 2007 | Чемпионат мира                  | Осака, Япония        | 4×400 м | 3:20,04     | 3-е     |
| 2007 | Мировой легкоатлетический финал | Штутгарт, Германия   | 400 м   | 50,20       | 3-е     |
| 2008 | Олимпийские игры                | Пекин, Китай         | 400 м   | 49,62       | 1-е     |
| 2008 | Мировой легкоатлетический финал | Штутгарт, Германия   | 400 м   | 50,83       | 2-е     |
| 2009 | Командный чемпионат Европы      | Лейрия, Португалия   | 200 м   | 23,40       | 3-е     |
| 2009 | Чемпионат мира                  | Берлин, Германия     | 400 м   | 50,21       | 5-е     |
| 2009 | Мировой легкоатлетический финал | Салоники, Греция     | 400 м   | 51,42       | 6-е     |